# Небеса
Небеса́ — як фізичне небо, так і нескінченне продовження всесвіту над ним. Небесами в різних релігіях називають можливе місцеперебування після смерті.

## Основні уявлення
В деяких релігіях Небеса представляються як місце для життя після смерті, мова звичайно йде про безсмертну душу. Небеса зазвичай описуються як місце для щастя, іноді — для вічного щастя, блаженства.
У стародавньому юдаїзмі віра в Небеса та загробне життя була пов'язана з Шеолом (Іс. 38:18, Пс. 6:5 і Іов. 7:7-10).
У християнстві Рай — в релігійному уявленні: місце перебування праведних душ після тілесної смерті або кінця світу; посмертне місце відплати праведників і прабатьківщина людства. У переносному сенсі — досконалий стан блаженства. Традиційне місце розташування раю — Небеса, хоча існує уявлення про Земний Рай (Едем). Часто протиставляється пеклу.
Небеса в мунізмі (богослов’ї Церкви Об’єднання) описуються як найвища сфера духовного світу, де люди, досягнувши досконалості в Божій любові, живуть вічно поряд із Богом у стані абсолютної радості й гармонії: там думка й дія зливаються, середовище миттєво змінюється силою волі, а конфлікти, голод і нестатки цілком відсутні, бо все пронизане світлом і життям заради інших.